# Cathorops hypophthalmus
Cathorops hypophthalmus är en fiskart som först beskrevs av Steindachner, 1877.  Cathorops hypophthalmus ingår i släktet Cathorops och familjen Ariidae. IUCN kategoriserar arten globalt som livskraftig. Inga underarter finns listade i Catalogue of Life.